# 大衛·惠利特
大衛·惠利特（David Ian Hewlett，1968年4月18日—）是加拿大的一位演員、作家、導演和配音演員。